# Campionati africani di atletica leggera 2012 - 10000 metri piani maschili
La specialità dei 10000 metri piani ai campionati africani di atletica leggera di Porto-Novo 2012 si è svolta il 28 giugno 2012 presso lo Stade Charles de Gaulle di Porto-Novo, in Benin.
La gara è sta vinta dal kenyano Kenneth Kipkemoi, seguito dai connazionali Mark Kiptoo (argento) e Lewis Mosoti (bronzo).

## Medagliere
| Oro     | Kenneth Kipkemoi Kenya |
| Argento | Mark Kiptoo Kenya      |
| Bronzo  | Lewis Mosoti Kenya     |

## Programma
| Data           | Ora   | Evento |
| -------------- | ----- | ------ |
| 28 giugno 2012 | 17:45 | Finale |

## Risultati

### Finale
| Class   | Nome               | Nazione   | Tempo    | Note                  |
| ------- | ------------------ | --------- | -------- | --------------------- |
| Oro     | Kenneth Kipkemoi   | Kenya     | 27:19.74 | Record dei campionati |
| Argento | Mark Kiptoo        | Kenya     | 27:20.77 |                       |
| Bronzo  | Lewis Mosoti       | Kenya     | 27:22.54 |                       |
| 4       | Tebalu Zawude      | Etiopia   | 28:03.16 |                       |
| 5       | Robert Kajuga      | Ruanda    | 28:03.24 |                       |
| 6       | Olivier Irabaruta  | Burundi   | 28:17.77 |                       |
| 7       | Vianney Ndiho      | Burundi   | 28:25.57 |                       |
| 8       | Stephen Mokoka     | Sudafrica | 28:49.14 |                       |
| dnf     | Solomon Deksisa    | Etiopia   | dnf      |                       |
| dnf     | Gebretsadik Abraha | Etiopia   | dnf      |                       |
| dns     | Hezekiel Jafari    | Tanzania  | dns      |                       |
| dns     | Thomas Ayeko       | Uganda    | dns      |                       |
| dns     | Ibrahim Ismael     | Gibuti    | dns      |                       |
| dns     | Abdenacer Fathi    | Marocco   | dns      |                       |